# Pattinaggio a rotelle ai XVIII Giochi panamericani
Il pattinaggio a rotelle ai XVIII Giochi panamericani si è svolto a Lima, in Perù, dal 26 luglio al 10 agosto 2019. Erano previste due specialità diverse, gare di velocità e pattinaggio artistico, per un totale di otto podi finali di cui 2 nel pattinaggio artistico e 6 nella velocità. Le gare di velocità si disputarono al Toronto Pan Am Sports Centre, quelle artistiche al Direct Energy Centre.

## Risultati

### Uomini
| Evento             | Oro          | Argento         | Bronzo         |
| Velocità           |              |                 |                |
| 200m cronometro    |              |                 |                |
| 500m               |              |                 |                |
| 10000m punti       |              |                 |                |
| Artistico          |              |                 |                |
| Pattinaggio libero | Juan Sánchez | John Burchfield | Gustavo Casado |

### Donne
| Evento             | Oro         | Argento       | Bronzo          |
| Velocità           |             |               |                 |
| 200m cronometro    |             |               |                 |
| 500m               |             |               |                 |
| 10000m punti       |             |               |                 |
| Artistico          |             |               |                 |
| Pattinaggio libero | Bruna Wurts | Giselle Soler | Eduarda Fuentes |

## Medagliere
| Posizione | Nazione     | Oro | Argento | Bronzo | Totale |
| --------- | ----------- | --- | ------- | ------ | ------ |
| 1         | Argentina   | 1   | 1       | 0      | 2      |
| 2         | Brasile     | 1   | 0       | 1      | 2      |
| 4         | Stati Uniti | 0   | 1       | 0      | 1      |
| 4         | Ecuador     | 0   | 0       | 1      | 1      |
| Totale    | Totale      | 2   | 2       | 2      | 6      |